# José Francisco Borges do Canto
José Francisco Borges do Canto (Rio Pardo, 1775 - río Cuareim, 1805) fue un militar y mercenario brasileño que tuvo un papel fundamental en la conquista portuguesa de las Misiones Orientales.
Hijo de Francisco Borges do Canto y de Eugênia Francisca de Sousa, de ascendencia azoriana (p. 97), sirvió en el Regimiento de Dragones de Río Pardo. Después de desertar del regimiento, se volvió conocido como contrabandista. Buscando una amnistía, en el inicio de la guerra de 1801, se presentó con 15 peones para combate y fue encargado inicialmente de apoyar a la tropa de Manuel dos Santos Pedroso. 
Debido a sus relaciones como contrabandista consiguió apoyo de indígenas guaraníes en la región noroeste del actual Río Grande del Sur y, con su tropa reforzada, partió para el frente de batalla. Inicialmente, buscó el combate con los españoles en San Miguel Arcángel. Habiendo sido cercada, la plaza se rindió en pocos días, siendo su guarnición española liberada. En seguida, consiguió la rendición de las poblaciones de San Juan Bautista de las Misiones y Santo Ángel Guardian. El paso siguiente fue conquistar San Lorenzo Mártir, San Luis Gonzaga y San Nicolás, que ya estaban siendo abandonadas por la población local. El comandante español fue tomado prisionero cuando intentaba movilizar una tropa cerca de San Luis Gonzaga y fue conducido de vuelta a San Miguel.
Al finalizar la guerra mantenía toda la región de las Misiones Orientales —área al este del río Uruguay— bajo su control, en nombre de la Corona portuguesa. A pesar de que en aquella época la región estaba escasamente habitada y era de difícil defensa, comprendía una extensión territorial considerable, prácticamente desde la barra del río Cuareim —actual frontera del Brasil con Uruguay— hasta el inicio del curso medio del río Uruguay —actualmente el noroeste de Río Grande del Sur—. Así, se puede decir que la acción de Borges do Canto brindó al estado de Río Grande del Sur aproximadamente el 40% de su territorio actual.
Murió en territorio español en 1805 cuanto realizaba una california, es decir una inscursión que normalmente tenía por objeto el robo de ganado.